# Intero algebrico
In algebra, un intero algebrico è un numero complesso che è radice di un polinomio monico e a coefficienti interi, cioè un polinomio del tipo: {\displaystyle x^{n}+a_{n-1}x^{n-1}+\ldots +a_{1}x+a_{0}} dove i coefficienti {\displaystyle a_{i}} sono tutti numeri interi.
Come i numeri interi sono un sottoanello del campo formato dai numeri razionali, gli interi algebrici formano un sottoanello del campo dei numeri algebrici. La chiusura algebrica dei numeri razionali è formata dai numeri algebrici, i quali formano uno spazio vettoriale di dimensione infinita sui razionali. L'insieme dei numeri algebrici {\displaystyle {\mathcal {A}}} e l'insieme dei numeri trascendenti {\displaystyle {\mathcal {T}}} formano il campo complesso, cioè
{\displaystyle \mathbb {C} ={\mathcal {A}}\cup {\mathcal {T}}.}
Quindi un intero algebrico è un tipo particolare di numero algebrico. L'insieme degli interi algebrici è della forma
{\displaystyle {\mathcal {I}}=\left\{\alpha \in \mathbb {C} |\quad \exists f(x)\in \mathbb {Z} [x],\quad f(x)=x^{n}+a_{n-1}x^{n-1}+\ldots +a_{1}x+a_{0},\quad f(\alpha )=0,\quad a_{i}\in \mathbb {Z} ,\,\,n\in \mathbb {N} \right\}\subseteq {\mathcal {A}},}
dove {\displaystyle \mathbb {Z} [x]} indica l'anello dei polinomi formato dall'insieme di polinomi in una o più indeterminate con coefficienti in {\displaystyle \mathbb {Z} .}
L'insieme {\displaystyle {\mathcal {I}}} è un sottoanello del campo complesso.

## Esempi
- I numeri interi sono interi algebrici, perché radici del polinomio {\displaystyle f(x)=x-n}.
- I numeri razionali non interi non sono interi algebrici: non sono infatti radici di un polinomio monico a coefficienti interi.
- Se {\displaystyle q} è una radice dell'unità, gli interi algebrici contenuti nel campo ciclotomico {\displaystyle \mathbb {Q} (q)} sono precisamente gli elementi in {\displaystyle \mathbb {Z} [q]}, ovvero tutti i numeri che possono essere scritti come combinazione lineare di potenze di {\displaystyle q} a coefficienti interi:

{\displaystyle a_{k}q^{k}+\ldots +a_{1}q+a_{0}}